# Língua oficial
A língua oficial é, na definição dada pela UNESCO no glossário do Instituto Internacional para o Planeamento da Educação, a língua definida por lei para ser empregue no domínio público. Outra definição da UNESCO é a língua utilizada no quadro das diversas actividades oficiais: legislativas, executivas e judiciais de um estado soberano ou território.
É a língua consagrada na lei (através da constituição ou de lei ordinária), ou apenas pela via do costume, de um país, estado ou outro território como a língua adoptada nesse país, estado ou território.
A língua oficial (ou línguas oficiais), cuja escolha depende de razões políticas, deve ser a língua utilizada em todos os actos oficiais do poder público, quer de direito externo (tratados e convenções internacionais), quer de direito interno (constituição, leis ordinárias, actos políticos, sentenças judiciais, actos administrativos, discursos oficiais, etc.). A língua oficial será, em princípio, a língua falada (se só houver uma) ou uma das línguas faladas (se houver várias) pela população de cada estado ou território.
Só cerca de metade dos países do mundo têm línguas oficiais expressas na lei. Alguns têm só uma língua oficial reconhecida nacionalmente, caso de Portugal (sendo reconhecida oficialmente, na Constituição, a Língua Gestual Portuguesa em 1997, e a língua mirandesa na Lei n.º 7/99 — mas esta última limita a possibilidade de «emitir os seus documentos acompanhados de uma versão em língua mirandesa» às «instituições públicas localizadas ou sediadas no concelho de Miranda do Douro»), Brasil (embora o Brasil tenha reconhecido a Língua Brasileira de Sinais em 2002, ela não é oficial, pois não existe tradução juramentada para língua de sinais, nem papel timbrado, ou documentos em língua de sinais. Portanto, embora reconhecida, a Libras não é oficial e nem é o segundo idioma do Brasil) e dos PALOP. Outros têm mais de uma língua oficial, casos de Timor-Leste (país em que são oficiais o português e o tétum) ou, fora do espaço lusófono, de países como o Paraguai (castelhano e guarani), a Bélgica (holandês, alemão e francês), Suíça (alemão, francês, italiano e romanche) e a África do Sul (mais de 10 idiomas).
Alguns países atribuem ainda estatuto de língua oficial a certas línguas em partes do seu território. Essas línguas são línguas co-oficiais nessas áreas, coexistindo aí com a(s) língua(s) oficial(is) do país. É o caso, em Espanha, do galego (na Galiza), do basco (no País Basco e em Navarra), do catalão (na Catalunha, Baleares e Comunidade Valenciana) e do aranês (na Catalunha). É o caso também do português e do inglês na República Popular da China, co-oficiais, respectivamente, em Macau e Hong Kong.

## Língua oficial no espaço lusófono
No espaço lusófono, o português-língua oficial coincide com o português-língua materna e nacional em Portugal e no Brasil; é, maioritariamente, língua segunda em Angola, Moçambique, Timor-Leste, Cabo Verde, Guiné-Bissau, Guiné Equatorial e São Tomé e Príncipe e, no caso dos três últimos, constituiu o léxico de base das diversas línguas crioulas faladas pelos naturais desses estados. O português mantém também um estatuto de oficialidade na Região Administrativa Especial de Macau, China.
Nomeadamente no caso dos estados de independência mais recente, a opção pelo português como língua oficial correspondeu à necessidade de, por um lado, assegurar equilíbrios internos e, por outro, melhor posicionar o país na ordem internacional, pela adopção de um idioma comum a outras nações nascidas de um processo histórico semelhante.

### Língua oficial emAngola
No parágrafo n.º 1 do artigo 19.º da Constituição da República de Angola (2010) diz-se "A língua oficial da República de Angola é o português." E no parágrafo n.º 2 do mesmo artigo acrescenta-se: "O Estado valoriza e promove o estudo, o ensino e a utilização das demais línguas de Angola, bem como das principais línguas de comunicação internacional". A língua portuguesa em Angola tem sofrido influências, devido o uso das outras línguas locais faladas em várias regiões do país. Tal facto, é determinante para o surgimento duma variante do português angolano, uma vez que esta assume características próprias dos falantes deste país africano, no que se distingue da matriz de Portugal e do Brasil, do mesmo modo, dos outros países africanos falantes do português. A língua portuguesa tem uma relação privilegiada com Kimbundu, Kikongo, Umbundu, Cokwe, Kwanhama, e outras línguas e suas variantes. Dessa relação a língua portuguesa tem sido privilegiada com a criação e enriquecimento de novos vocábulos, principalmente, da gíria e do calão Luandense.

### Língua oficial noBrasil
De acordo com o artigo 13 da Constituição Federal Brasileira, no capítulo sobre a nacionalidade, diz-se: "A língua portuguesa é o idioma oficial da República Federativa do Brasil".
A LIBRAS (Língua brasileira de sinais) é legalmente reconhecida como meio de comunicação e expressão entre as comunidades de pessoas surdas no Brasil. O Decreto nº 5626, de dezembro de 2005, garante a o acesso do surdo no sistemas educacionais do Brasil.
Em dezembro de 2005, assinado pelo presidente Luiz Inácio Lula da Silva, o Decreto regulamenta a Lei n.º 10.436, de 24 de abril de 2002, que dispõe sobre a Língua Brasileira de Sinais (Libras), e o art. 18 da Lei n.º 10.098, de 19 de dezembro de 2000. Assim, a Libras não pode ser mais chamada de uma simples linguagem: ela é uma Língua usada pelos surdos, possuindo uma gramática completa.
Além disso, alguns municípios brasileiros cooficializaram, através de leis, outros idiomas ou dialetos como, por exemplo, o Nheengatu, Tukano e Baniwa no município de São Gabriel da Cachoeira, no Amazonas e a língua pomerana em Santa Maria de Jetibá (no Espírito Santo) e Pomerode, em Santa Catarina. Nesses municípios, os serviços públicos são prestados nas línguas indígenas ou de imigrantes, além de serem de ensino obrigatório nas escolas  A cooficialização das línguas italiana (em conjunto com a língua vêneta) e alemã (em conjunto com a língua pomerana e a Riograndenser Hunsrückisch) está em estudo também em outros municípios das regiões sul e sudeste (como os municípios do Caminho Pomerano), assim como o de línguas indígenas na região norte, em geral com apoio do Ministério do Turismo.

### Língua oficial emMoçambique
De acordo com o parágrafo n.º 1 do artigo 5.º da Constituição da República de Moçambique (revisão de 1990) "Na República de Moçambique, a língua portuguesa é a língua oficial". E no parágrafo n.º 2 do mesmo artigo acrescenta: "O Estado valoriza as línguas nacionais e promove o seu desenvolvimento e utilização crescente como línguas veiculares e na educação dos cidadãos", numa referência às numerosas línguas bantu, faladas em Moçambique.

### Língua oficial emPortugal
A língua oficial da República Portuguesa é o português (parágrafo 3 do artigo 11.° da Constituição da República Portuguesa).
São também reconhecidas oficialmente:
- o mirandês, que, ao contrário do que muitos afirmam, não tem estatuto de língua oficial no concelho de Miranda do Douro, já que, embora as instituições públicas localizadas ou sediadas no concelho possam emitir os seus documentos acompanhados de uma versão em língua mirandesa (Lei n.º 7/99) essa versão não dispensa nem substitui os documentos emitidos na única língua oficial da República;
- a língua gestual portuguesa (Constituição da República Portuguesa, revisão de 1997, artigo 74.º, alínea 2.h).

### Língua oficial emTimor-Leste
O n.º 1 do artigo 13.º da Constituição da República Democrática de Timor-Leste prevê como línguas oficiais o tétum e o português.

### Língua não oficial naGaliza
Embora represente parte essencial da origem da língua portuguesa, a região autónoma da Galiza, no reino de Espanha, não a tem hoje reconhecida oficialmente. A norma escrita oficial vigente para a língua galega é mimética da ortografia da língua castelhana, além da identidade léxica, morfossintática e fonética do galego com diversas variantes do português. Porém várias iniciativas, como a Associaçom Galega da Língua ou a Academia Galega da Língua Portuguesa, no ambiente do Movimento Lusófono, pedem a reintegração da Galiza (membro candidato à CPLP) no espaço internacional lusófono. Demanda à qual a CPLP não vai atender enquanto não houver "luz verde" de Espanha por medo de conflitos diplomáticos.